# Ricardo Taylor
José Ricardo Taylor Zelaya (Tela; 3 de octubre de 1941-Tegucigalpa; 8 de mayo de 2016) fue un futbolista hondureño que se desempeñaba como centrocampista. Representó a la selección de Honduras en catorce ocasiones y anotó seis goles.

## Trayectoria
Inició entrenando en el Tela Deportivo de su ciudad, y fue ahí donde el CD Olimpia lo observó y lo contrató para jugar con ellos.
Con Olimpia, ganó cuatro títulos regionales de la Liga Francisco Morazán, cuatro de la Liga Amateur y dos de la Liga Nacional, donde se retiraría en 1968.

## Palmarés

### Títulos regionales
| Título                       | Equipo  | País     | Año  |
| ---------------------------- | ------- | -------- | ---- |
| Liga Mayor Francisco Morazán | Olimpia | Honduras | 1960 |
| Liga Mayor Francisco Morazán | Olimpia | Honduras | 1961 |
| Liga Mayor Francisco Morazán | Olimpia | Honduras | 1963 |
| Liga Mayor Francisco Morazán | Olimpia | Honduras | 1964 |

### Títulos nacionales
| Título        | Equipo  | País     | Año     |
| ------------- | ------- | -------- | ------- |
| Liga Amateur  | Olimpia | Honduras | 1959    |
| Liga Amateur  | Olimpia | Honduras | 1960-61 |
| Liga Amateur  | Olimpia | Honduras | 1961    |
| Liga Amateur  | Olimpia | Honduras | 1963-64 |
| Liga Nacional | Olimpia | Honduras | 1966-67 |
| Liga Nacional | Olimpia | Honduras | 1967-68 |